# プルドニク
プルドニク（Prudnik [ˈprudɲik] ( 音声ファイル) (チェコ語: Prudník, シレジア語: Prudnik, Prōmnik ラテン語: Prudnicium)）は、ポーランド南西部、プルドニク・河岸にある町。オポレ県に属し、人口は21,041人（2021年）。プルドニク郡の郡都である。ドイツ語名はノイシュタット（ドイツ語: Neustadt in Oberschlesien, Neustadt an der Prudnik）。

## 歴史

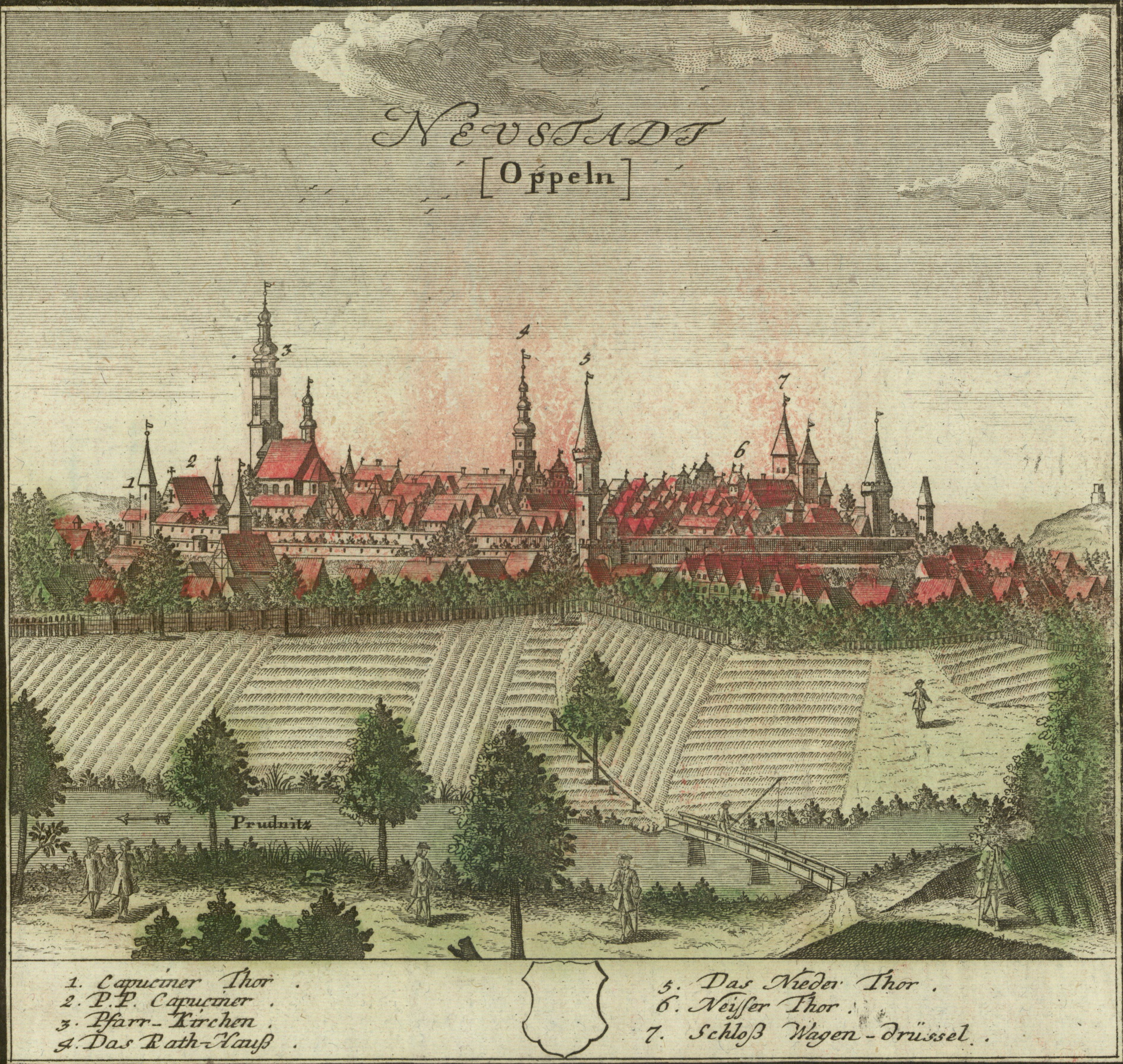
18世紀のプルドニク

中世のスラヴ人集落が街の起源と推測される。ローマ帝国の硬貨が発見されたことから、かつてローマ帝国と貿易が行われていたと言われる。1279年に都市としての地位を認められ。ポーランドのピャスト朝によって統治され、断絶後はハプスブルク家の支配下に置かれた。18世紀半ば、オーストリア継承戦争の際にプロイセン王国が獲得した。19世紀後半より急速な工業化が進んだ。第二次世界大戦後、ポーランド領へと復帰した。

## 著名な出身者
- ベルント・ショルツ
- フェリーツェ・バウアー
- ディートリヒ・フォン・コルティッツ

## 姉妹都市
- ノルトハイム（ドイツ連邦共和国)
- ボフミーン（チェコ共和国)
- ナドヴィールナ (ウクライナ)
- クルノフ（チェコ共和国)
- サン・ジュスティーノ (イタリア共和国)

## ギャラリー

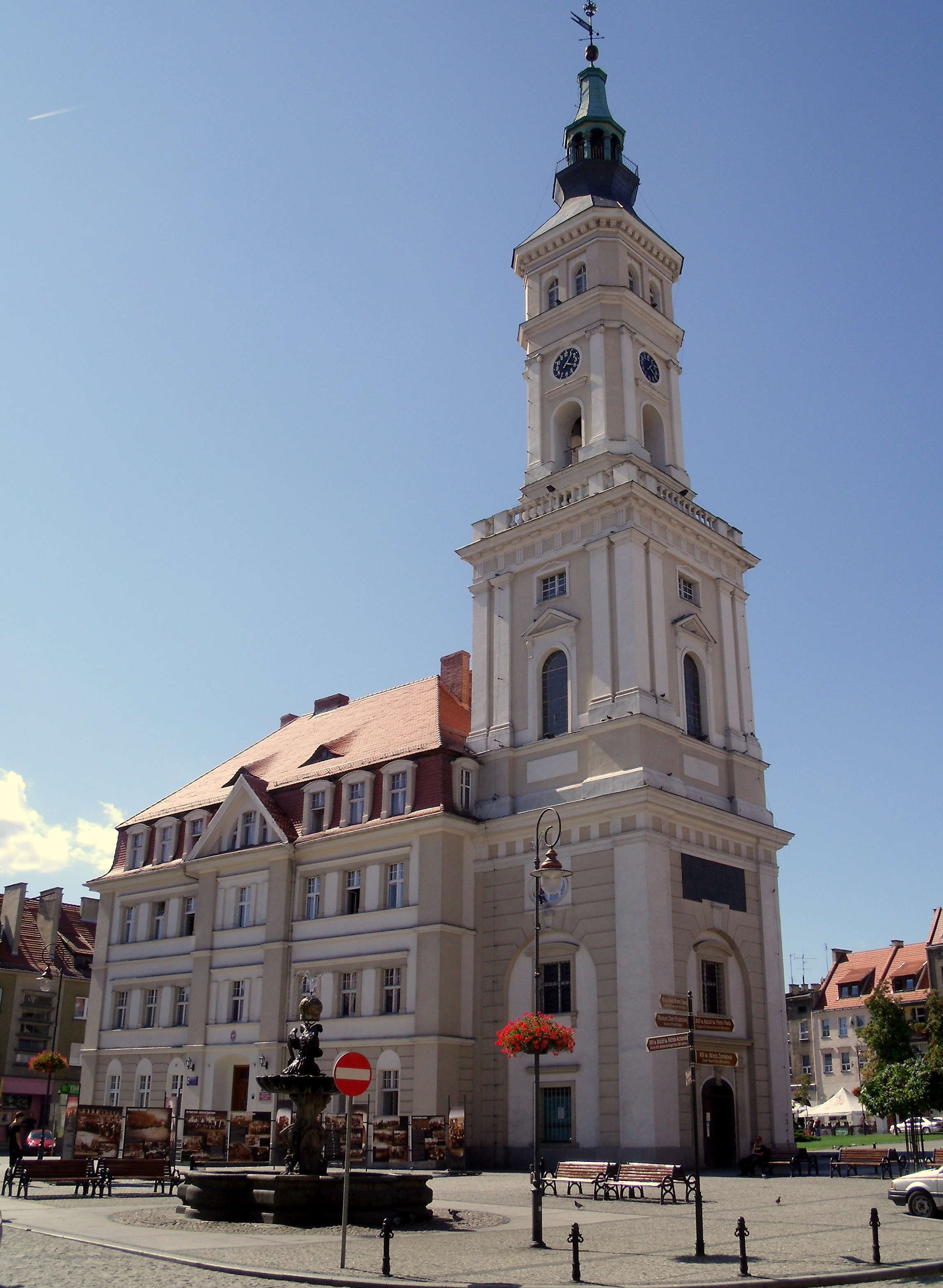
市庁舎
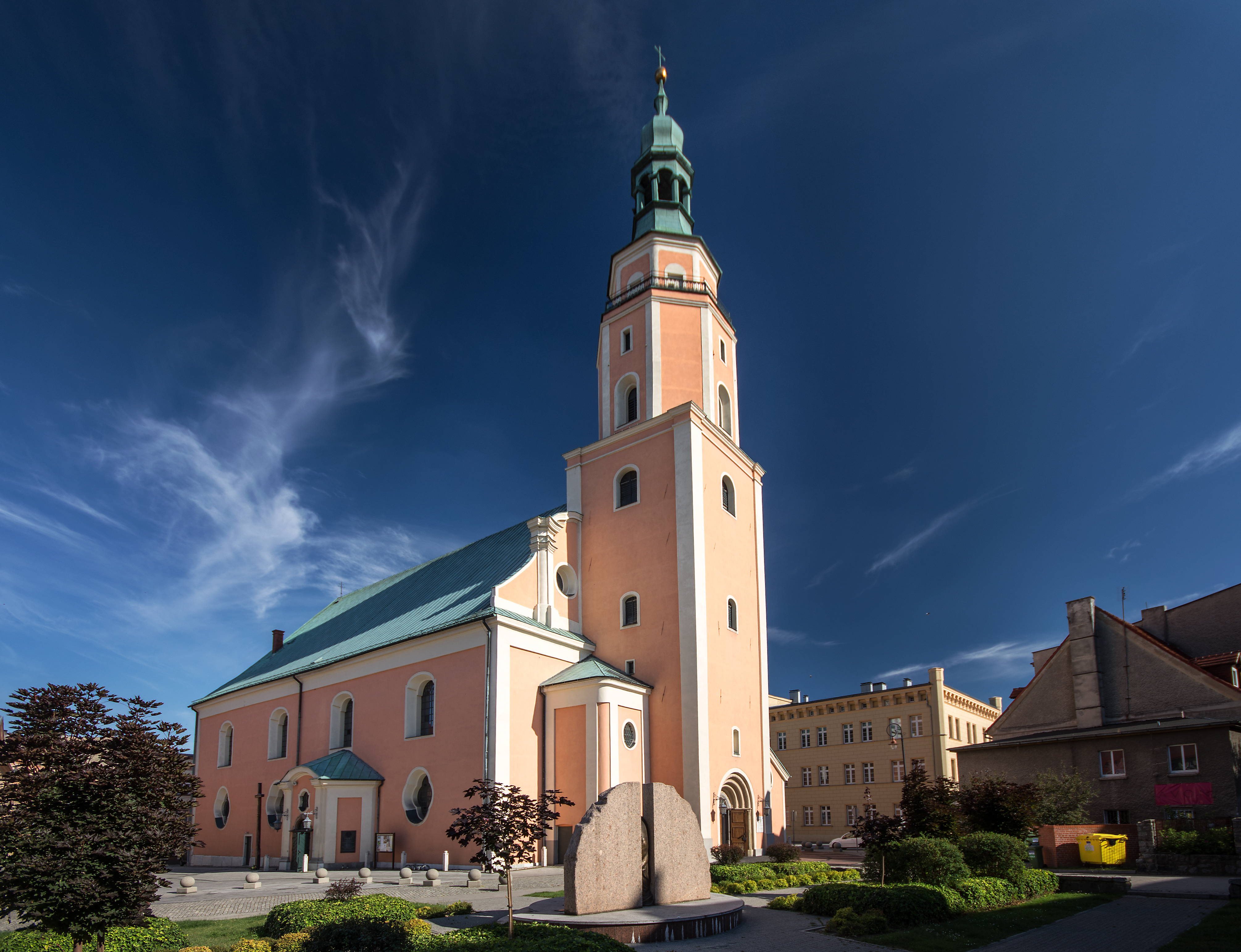
ミカエル教会
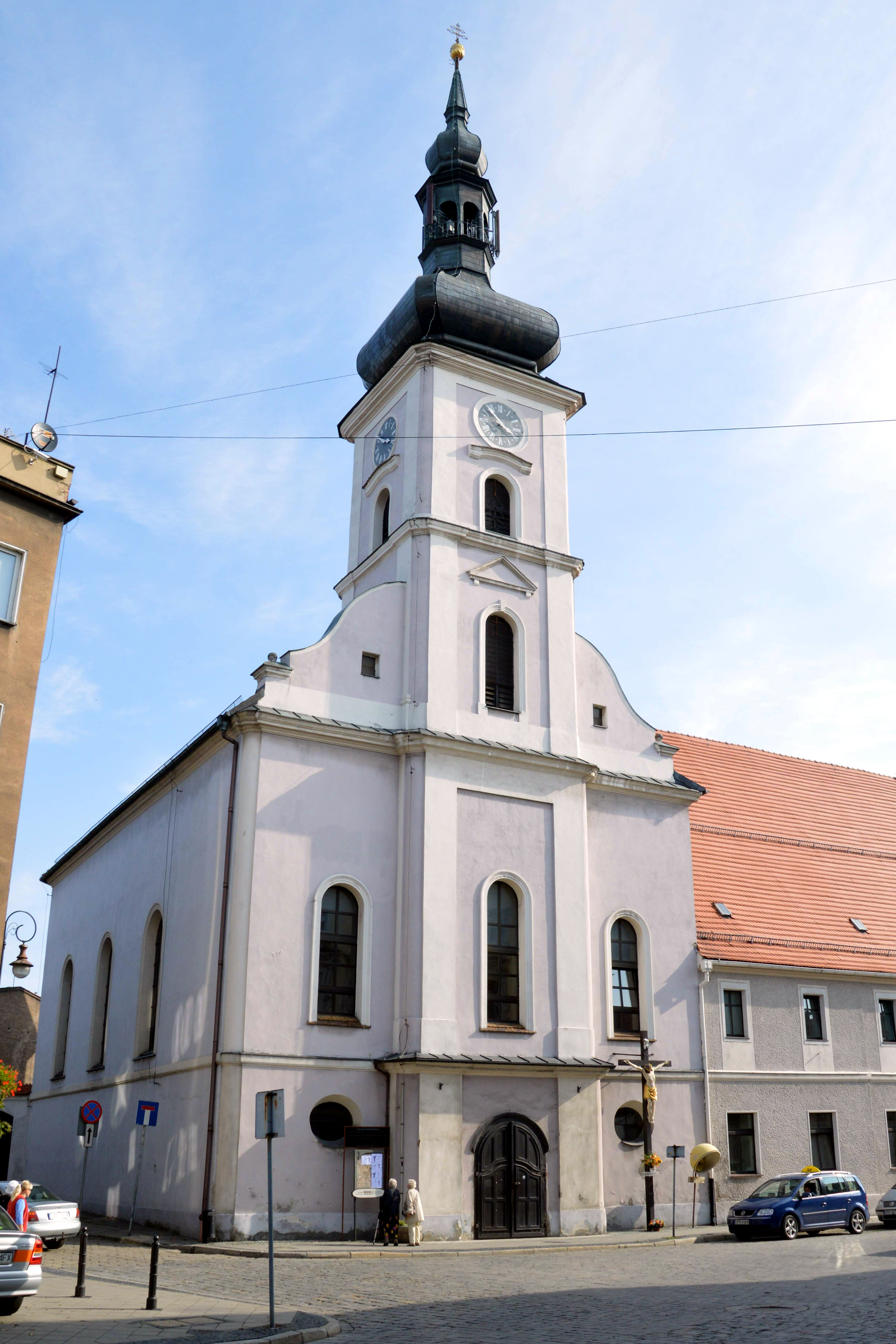
ペトル・パウェル教会
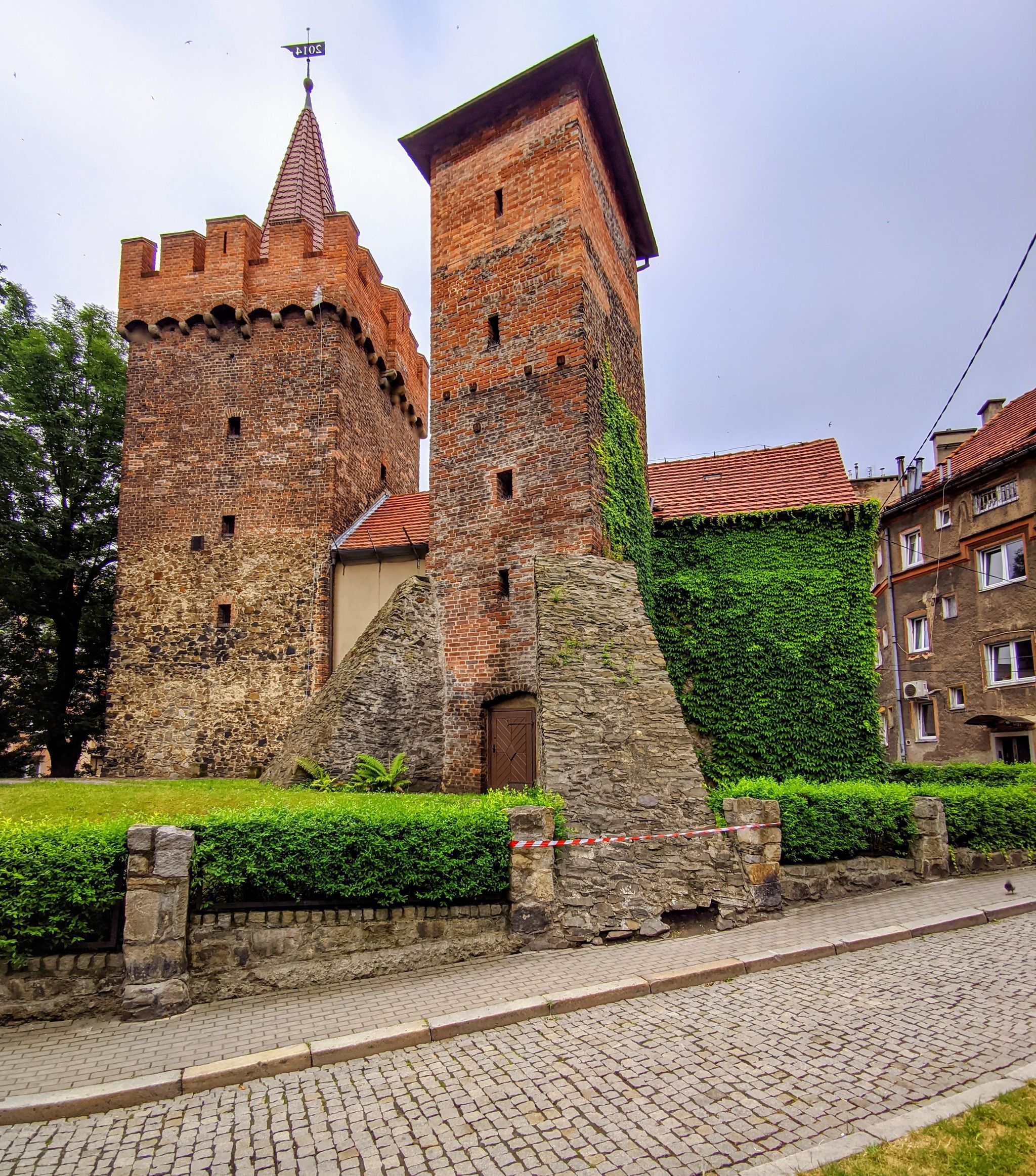
博物館
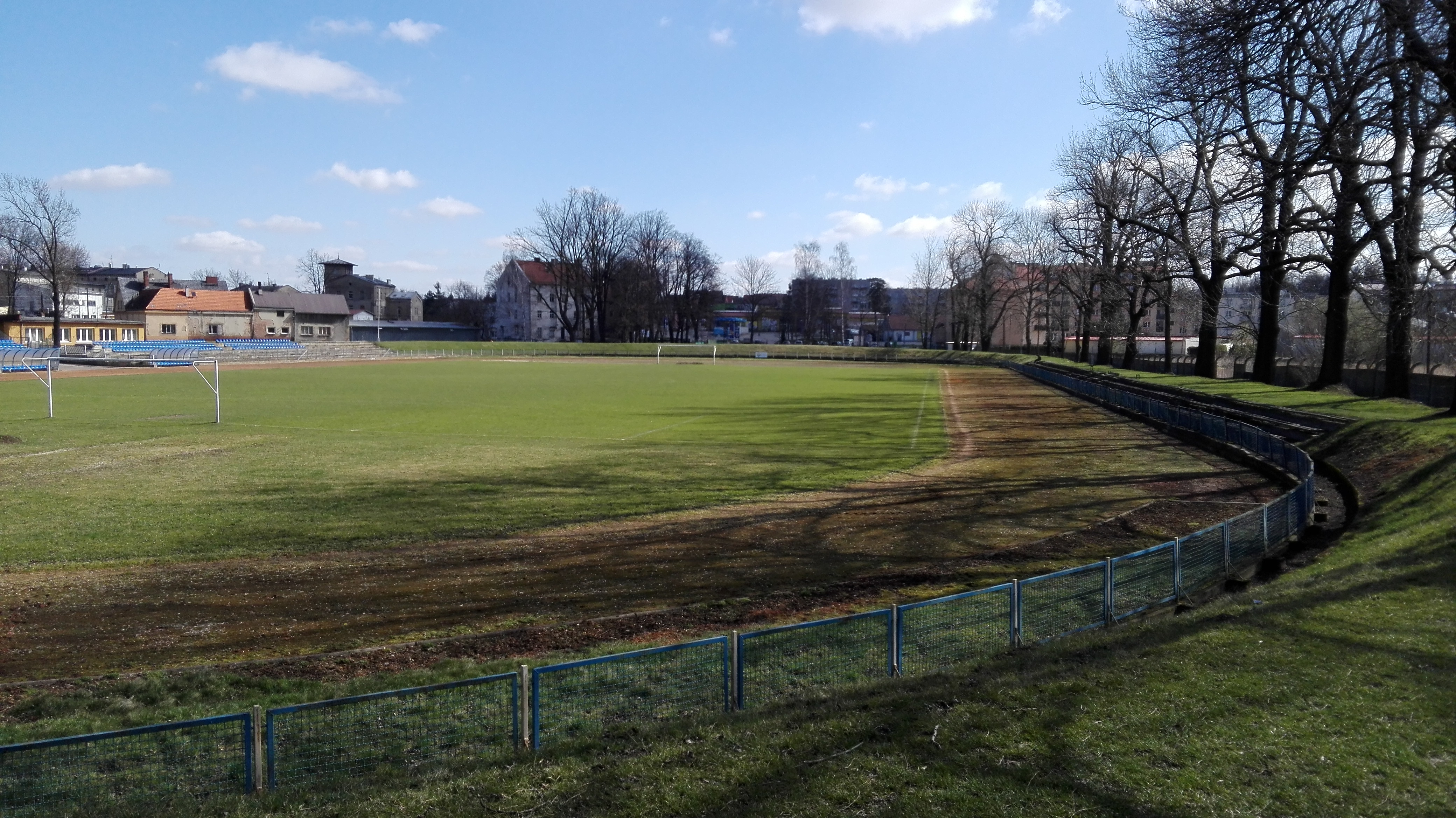
プルドニク市立競技場

## 人口
| 年   | 人口   |
| ---- | ------ |
| 1675 | 2,527  |
| 1754 | 2,905  |
| 1764 | 2,722  |
| 1774 | 3,048  |
| 1782 | 3,696  |
| 1829 | 4,000  |
| 1885 | 16,093 |
| 1890 | 17,577 |
| 1910 | 18,865 |
| 1939 | 17,339 |
| 1956 | 14,900 |

| 年   | 人口   |
| ---- | ------ |
| 1962 | 14,900 |
| 1995 | 24 350 |
| 2000 | 23,800 |
| 2002 | 23,630 |
| 2003 | 23,528 |
| 2004 | 23,376 |
| 2005 | 23,234 |
| 2006 | 23,078 |
| 2007 | 22,927 |
| 2008 | 22,787 |
| 2009 | 22,663 |

| 年   | 人口   |
| ---- | ------ |
| 2010 | 22,514 |
| 2011 | 22,164 |
| 2012 | 21,979 |
| 2013 | 21,778 |
| 2014 | 21,676 |
| 2015 | 21,472 |
| 2016 | 21,368 |